# Der Feenkrieg
Der Feenkrieg ist ein Fantasy-Roman von Martina Dierks. Das Buch erschien im August 2001 im Altberliner-Verlag.
Der Roman behandelt die Abenteuer eines einsamen Mädchens namens Trish, welches auf seiner Suche nach Rettung für seinen Vater auf völlig unbekannte und verschiedene Welten stößt und viel dazulernen muss, um sich zurechtzufinden.

## Handlung

### I. Teil

#### Kapitel 1 bis 8
Trish von Magimare lebt allein mit ihrem Vater auf Magimare, einem Reich, das von der restlichen Welt abgegrenzt worden ist. Die Gründe für diese Ausgrenzung liegen Jahre zurück: Trishs Vater, ein großer Zauberer namens Agador, zerstritt sich einst mit den Feen, die die restliche Welt regieren. Er gab ihnen die Schuld für das Verschwinden seiner Ehefrau Morgana, der Mutter von Trish.
Trishs bisher einzige Freunde sind ihre Amme Joella und ihr sprechendes Pferd Veronese, die ab und zu Magimare besuchen kommen. Eines Tages, Joella ist gerade abwesend, erscheint ein Feebelchen auf Magimare. Es war schon immer Trishs größter Wunsch, einmal Magimare zu verlassen und das Land zu erkunden, dessen Hauptstadt die luxuriöse Stadt Goldonia ist. Trish nennt das namenlose Feebelchen Cherrybell. Cherrybell zufolge hat sich die Frostfee Fragila mit den üblichen Feen zerstritten, weil sie bei einem alljährlichen Wettbewerb nicht gewonnen hatte. Fragila hat Rache geschworen und Goldonia verlassen, ihren aktuellen Aufenthaltsort kennt niemand.
Agadors Auftauchen schlägt das Feebelchen in die Flucht, da der Magier eine enorme Abneigung gegen die Feen und alle anderen Zauberwesen hat. Er hatte einst einen Zauberbann auf Magimare gelegt, wodurch kein einziges Zauberwesen mehr in Magimare eindringen konnte, ohne zu vergehen. Trish leugnet Cherrybells Dasein zwar, doch ihr Vater ahnt, dass der Zauberbann nun gebrochen ist und er an Macht verloren hat.
Eine Legende erzählt Wundersames über den Turmalinoberg, der sich im Norden Magimares befindet: Ein böser Geist, genannt der schwarze Murgan, soll diesen bewohnen und kostbare Schätze hüten. Der schwarze Murgan kann sich in jede Gestalt verwandeln, wenn auch nicht dauerhaft.
Kurze Zeit nach Cherrybells Erscheinen spielt das Wetter verrückt: Der aktuelle Sommer verwandelt sich in den Herbst und kurz darauf in den Winter. Eines Nachts ertönt eine gewaltige Explosion und als Trish ihren Vater in seinem Zimmer vorfindet, sitzt dieser wie eine erstarrte Eisskulptur in seinem Sessel. Die Fähigkeit des Sprechens ist ihm abhandengekommen und er erkennt nichts und niemanden mehr.

#### Kapitel 9 bis 14
Trish will nach Goldonia reisen und die Feen um Hilfe bitten, damit sich diese mit ihrem Vater versöhnen. Sie nimmt den Kompass ihrer Mutter mit, den sie in deren Zimmer gefunden hatte und welcher geheimnisvolle Kräfte verbirgt. Kurz vor ihrem Aufbruch lernt sie den sprechenden Schneemann Freddo kennen, der sie auf ihrer Reise begleitet. Im Wünschelwald trifft sie auf den Waldkönig Farfallo und dessen Geliebte Venus, welche die Fee des Feuers und seit dem Wettbewerb aufgrund ihres Erfolges Fragilas Erzfeindin ist.

#### Kapitel 15 bis 24
Kurz nach ihrer Ankunft in Goldonia wird die Protagonistin von Jolirevette, der Fee der Träume, aufgelesen und im Feenpalast als ihr erstes Feebelchen untergebracht. Rosalie ist momentan nicht anwesend, da sie auf Kreuzfahrt gegangen ist. Trish erkennt gerade noch rechtzeitig, dass Jolirevette sie nur ausnutzen will, doch ihr Plan, sich selbstständig zu machen, wird erschwert: Fragila kehrt nämlich zurück und es wird bekannt, dass die ehemalige Feenkönigin Rosalie bei der Kreuzfahrt mit ihrem Schiff gesunken ist.

#### Kapitel 25 bis 30
Trish hat nun Freunde in Goldonia, Gil, den Sohn eines berühmten Goldschmiedes, in dem Feenschneider Daglint und in dem mittellosen Geschichtenerzähler Hans gefunden. Letzterer wohnt im Viertel der Fischermenschen und erzählt Trish etwas über den Streit zwischen den Feen und ihrem Vater. Gil und Trish werden dadurch zusammengeschweißt, dass sie beide keine Mutter mehr haben.

### II. Teil

#### Kapitel 31 bis 35
Fragila übernimmt die Macht; Trishs Versuch, sie um Hilfe zu bitten, scheitert. Das Nein der Fee hat einen Grund: Damals war Agador nämlich mit Fragila verlobt, bevor er die Fee für seine spätere Frau Morgana verließ. Die Feen verziehen ihm diesen Verrat nicht und verdammten ihn zur ewigen Einsamkeit.
Trish nimmt Daglints Hilfe an; er will ihr helfen, an Morganas Kompass zu kommen, den Jolirevette Trish abgenommen hat.

#### Kapitel 36 bis 42
Dem Faun Farfallo gelingt es, Agador aus seiner Starre zu lösen. Der Zauberer ahnt, dass sich Fragila mit dem schwarzen Murgan verbunden haben könnte und er bricht mit dem Faun und Joella nach Goldonia auf, um Trish zu retten.
Trish wird von eifersüchtigen Feebelchen in ein dunkles Verlies gesperrt, sodass niemand sie mehr finden kann. Sie, Cherrybell und einige andere Feebelchen müssen tatenlos den Moment ihrer Befreiung abwarten.

#### Kapitel 43 bis 48
Fragila veranstaltet anlässlich zu ihrer Krönung einen Maskenball. Agador, Joella und die Trolle des Faun sorgen mit ihrem Auftritt jedoch für Aufregung. Agadors Versuche, aus Fragila Trishs Standort herauszupressen, scheitern. Die Fee vergeht.
Agador, Joella, Jolirevette, Daglint, Gil, sein Vater, der Goldschmied Brabante und die Trolle finden sich im Ballsaal des Feenpalastes wieder. Die Wahrheit kommt nun ans Licht: Bei Daglint handelt es sich um den schwarzen Murgan, der sich in den Feenschneider verwandelt hat. Er war auf der Jagd nach Morganas Kompass, da dieser Gegenstand mehr Macht hat als der Berggeist. Daglint hatte Brabante auf dem Maskenball tödlich verletzt, um zu verhindern, dass der Goldschmied die Wahrheit über dessen reelle Identität ausplauderte. Brabante hatte für den schwarzen Murgan eine Rüstung geschmiedet, in der der Geist nun dauerhaft eine Gestalt annehmen kann, was ihm vorher nie gelungen war.
Daglint befreit Trish aus dem Verlies, um sie dann auf den Turmalinoberg zu entführen.

#### Kapitel 49 bis 54
Der schwarze Murgan behauptet Trish gegenüber, er habe sich in ihre Mutter Morgana verwandelt, doch das Mädchen schenkt ihm kein Vertrauen. In einem erbitterten Kampf gelingt es ihr und der Feuerfee Venus, den schwarzen Murgan zu besiegen, auch wenn man die Substanz dieses Wesens nicht völlig vernichten kann, da sich die Atome jederzeit wieder zusammenfügen können.
Ein Jahr später ist Venus nun zur neuen Feenkönigin ernannt worden und Trish und Gil leben nun glücklich auf Magimare zusammen. Die Hochzeit von Farfallo und Venus wird nun gefeiert.

## Figuren

### Trish von Magimare
Trish von Magimare ist die Hauptperson des Buches. Sie ist ungefähr 16 oder 17 Jahre alt. Ihre goldblonden Locken und grünen Augen hat sie von ihrer Mutter geerbt, die ihr sehr ähnlich sehen soll. Trish wird als sehr hübsch und intelligent beschrieben. Ihr Vater ist der große Zauberer Agador von Magimare, welcher sein einziges Kind auf übertriebene Weise behütet: er verbietet ihr, den Schlosspark zu verlassen und untersagt den Gärtnern, mit Trish auch nur ein Wort zu wechseln. Trish rebelliert allmählich gegen diese Unterdrückung. Das Mädchen ist ins Reiten vernarrt und benimmt sich anfangs ziemlich jungenhaft.
Während ihres Aufenthaltes in Goldonia muss Trish lernen, dass man sich durch freundliche Worte nicht blenden lassen sollte. Am Ende sind sie und Gil ein Paar.

### Agador von Magimare
Agador von Magimare ist Trishs alleinlebender Vater. In seiner Jugend verbrachte er viel Zeit damit, gemeinsam mit seinem damaligen Freund Brabante im Meer der Buckelfische nach Perlen zu suchen. Agador verließ seine Verlobte Fragila, als er seine spätere Frau Morgana kennenlernte. Daraufhin wurde er von der Feenkönigin zur ewigen Einsamkeit verdammt.
Agador wird als großer, kräftiger Mann mit dichtem, schwarzem Haar, einem finsteren Gesichtsausdruck und unverwechselbaren blauen Augen beschrieben.
Morgana war ein sehr mysteriöser und zurückhaltender Mensch. Deshalb begann Agador, ihr zu misstrauen. Morgana hatte als Einzige die Präsenz des schwarzen Morgans deutlich gespürt, allerdings hatte ihr das niemand geglaubt. Deshalb war sie eines Nachts, kurz nach der Geburt ihrer Tochter, von Magimare fortgelaufen. Seitdem hatte Agador seine Frau nie wieder gesehen, er hatte sich von der Außenwelt abgegrenzt und alle seine ehemaligen Freunde zu seinen Feinden erklärt. Er verbringt seine Zeit hauptsächlich damit, die Bücher der alten Magier zu übersetzen und komplizierte Prophezeiungen und Rätsel zu deuten.
Eines Tages findet Trish ihren Vater schließlich in seinem Zimmer, erstarrt in einem Sessel sitzend. Später wird Agador von Farfallo geheilt, die beiden versöhnen sich wieder und brechen auf, um Trish zu retten.
Nach Ablauf eines Jahres lebt Joella gemeinsam mit Agador, Gil und Trish im Schloss von Magimare. Dem Buch zufolge sind Agador und Joella jedoch kein Liebespaar.

### Joella
Joella ist Trishs Amme und zählt zu den wenigen Freunden, die Agador noch geblieben sind. Sie kümmert sich viel um die beiden, sie wäscht beispielsweise einmal pro Woche die ganze Wäsche, schmückt für besondere Anlässe das Haus und backt die Torten für Trishs Geburtstag. Normalerweise lebt Joella nicht auf Magimare, sie stattet Trish und ihrem Vater jedoch oftmals einen Besuch ab. Sie wird als schöne Frau mit langen, dunkelblonden Zöpfen, roten Wangen und gebräunter Haut beschrieben. Joella besitzt ebenfalls magische Kräfte, kennt sich mit Kräutern aus und stammt aus einer alten Familie von Wahrsagern.

### Cherrybell
Cherrybell ist ein Feebelchen. Am Anfang dient sie Blaumarina, doch hinterher fällt sie einem bösartigen Plan der Kröte zum Opfer, so dass sie in die Kammer der Reue gesperrt wird. Cherrybell ist das erste Feebelchen, dem Trish begegnet. Sie hat lange, haselnussbraune Haare, eine sehr helle Haut und ist von schmaler Statur. Später freundet sich Cherrybell mit einem Nasenobtrollik an und wird zum ersten Feebelchen der Farbenfee.

### Freddo
Freddo ist ein sehr zierlich und ausgezeichnet gebauter Schneemann. Seine Augen bestehen aus zwei ungeschliffenen, grünen Smaragden, er trägt einen Zylinder aus blauer Seide und abgeschabte Stiefel aus Lackleder. Wesen, die nicht über magische Kräfte verfügen, können die Sprache eines Schneemanns normalerweise nicht verstehen. Freddo ist einst von Gil an den Waldrand von Magimare gebaut worden, als dieser noch ein Junge gewesen war. Seitdem erwacht Freddo jeden Winter und geht im Wünschelwald spazieren.
Der einsame Schneemann hat einen Herzenswunsch: Er will lesen und schreiben lernen. Nachdem Trish versprochen hat, ihm diesen Wunsch zu erfüllen, begleitet er sie auf ihrer Reise nach Goldonia und nimmt sich fest vor, auf sie aufzupassen. Dies scheitert jedoch, nachdem ihm einer der Sturmsoldaten seine Smaragde ausgerissen hat. Freddo findet Unterschlupf bei dem mittellosen Geschichtenerzähler Hans.
Am Ende watet Trish mit Freddos Zylinder in den Händen hinaus ins Meer der Buckelfische. Dort lässt sie den geschmolzenen Freddo ins Meerwasser fließen.

### Gil
Gil ist der Sohn des goldonischen Goldschmiedes Brabante. Er hatte ebenfalls früh seine Mutter verloren und hat ein ziemlich schwermütiges Wesen. Er hat dunkle Locken und grüne Augen. Gil ist künstlerisch begabt, da er sehr schön geformte Schneemänner, wie Freddo, bauen kann. Agador hat zu Gil kein besonders gutes Verhältnis, da der Zauberer dem Goldschmied Brabante nicht verziehen hat, dass dieser den schwarzen Murgan befreit hat. Später leben Trish und Gil zusammen auf Magimare.

### Brabante
Brabante ist ein Goldschmied und ein ehemaliger Freund Agadors. Nachdem der in Fragila verliebte Brabante jedoch erkannte, dass diese ihm Agador vorzog, begann die Freundschaft zu bröckeln. Brabante ist der reichste Mann Goldonias und der einzige Goldschmied des Landes. Seine Frau starb früh; sein Sohn Gil vermutet, aus Kummer, da er nur mit seiner Arbeit beschäftigt war und ihre Liebe kaum erwidert hatte. Seinen Reichtum hat Brabante in einem Keller eingesperrt, zu dem nicht einmal Gil Zugang hat.
Eines Tages kehrt Brabante von einer seiner vielen Reisen mit zerrissenen Kleidern und Wunden im Gesicht zurück. Die Leute munkelten daraufhin, er habe die Höhle der großen Kristalle im Turmalinoberg entdeckt – was auch der Wahrheit entspricht. Brabante schwieg darüber, sein Charakter hatte sich seitdem auf negative Weise verändert. Er hatte im Turmalinoberg Fragila und den schwarzen Murgan getroffen. Brabante hatte mit Fragila einen Pakt geschlossen: Wenn er ihr helfen würde, das Land zu unterwerfen, würde sie ihn heiraten. Den Pakt unterschrieb Brabante mit seinem Fluch. Er befreite den schwarzen Murgan aus seiner Höhle, da dieser ihm Erfolg und Fragilas Liebe versprach. Brabante schmiedete ihm als Gegenleistung eine goldene Rüstung, in der der schwarze Murgan dauerhaft Gestalt annehmen konnte. Im Ballsaal erfährt der Leser, dass Brabante in der Naht der Rüstung eine Stelle offen gelassen hatte, sodass der schwarze Murgan verwundbar und nicht unsterblich war. Wenig später stirbt Brabante, da ihm der schwarze Murgan auf dem Maskenball schwer am Kopf verletzt hatte, nachdem Brabante gedroht hatte, ihn zu entlarven. Fragila hatte ihr Versprechen, ihn zu ehelichen, nicht gehalten.
Brabantes letzter Wunsch lautet, dass Agador ihm verzeihen möge. Ihm wird der Wunsch erfüllt.

### Farfallo
Der Faun Farfallo ist der König des Wünschelwaldes. Er ist ein großer, tief gebräunter Mann, mit türkisfarbenen Augen, einem schönen, schwermütigen Gesicht und schwarzen Locken. Er war einmal in Morgana verliebt, weshalb Agador argwöhnisch wurde und vermutete, dass seine Frau untreu sei. Farfallo ist immer von seinen Trollen und Obtrolliks begleitet, von denen drei besonders wichtige Funktionen haben: der Trüffeltroll (Herr über die Nasenobtrolliks), der Stechaugentroll (Herr über die Augenobtrolliks) und der Ohrenbläsertroll (Herr über die Ohrenobtrolliks).
Farfallo ist mit Venus, der Fee des Feuers, zusammen. Die beiden streiten sich des Öfteren einmal, da Venus einen ziemlich eifersüchtigen Charakter hat.
Der Faun besitzt große Heilkräfte; er befreit Agador aus dessen rätselhaften Starre und macht sich zusammen mit dem Zauberer, Joella und den Trollen auf die Suche nach Trish.
Am Ende des Romans wird die Hochzeit von Farfallo und Venus gefeiert.

### Hans
Hans ist ein ziemlich mittelloser, in Goldonia lebender Geschichtenerzähler, der sein Geld auch als Mandelverkäufer verdient. Er wohnt im Viertel der Fischermenschen, der einzigen ärmlichen Gegend in Goldonia. Hans ist mit Gil gut befreundet.
Er ist die erste Person, die Trish in Goldonia kennenlernt. Hans ist hässlich, dürr und ärmlich gekleidet, die vornehmen und wohlhabenden Goldonier behandeln ihn stets mit Spott. Hans erzählt Trish einiges über die Geschichte des Streites zwischen ihren Eltern und den Feen.
Später wird Hans zum offiziellen Mitarbeiter in der neuen Regierung von Venus ernannt. Er schreibt seine Geschichten nun auf, um sie in die alte Welt zu schicken, damit die dortigen Bewohner wieder beginnen, an die Existenz des goldonischen Landes zu glauben.

### Die Kröte
Die Kröte (so wird sie von Trish heimlich genannt) ist eines der Feebelchen. Sie ist weder so hübsch noch so zierlich wie alle anderen Feebelchen, sondern ziemlich kräftig gebaut. Die Kröte hat die Funktion des Ordnungsfeebelchens, sie überwacht die Arbeit der Putzfeebelchen und sorgt für einen geregelten Tagesablauf. Sie ist zu unbegabt, um von einer Fee als Feebelchen aufgenommen zu werden, und deshalb auf jedes talentierte Feebelchen eifersüchtig. Mithilfe einiger anderer neidischer Feebelchen sperrt sie begabte Feebelchen regelmäßig in ein Verlies, welches sich im labyrinthischen Keller des Feenpalastes findet. Am Ende fliehen die eifersüchtigen Feebelchen zusammen mit Jolirevette auf den Turmalinoberg, von dem sie nie zurückkehren.

### Die Sturmsoldaten
Fragila wird während ihres Einzugs in Goldonia von einer Armee aus Sturmsoldaten begleitet. Diese Soldaten wurden vom schwarzen Murgan zum Leben erweckt; sie erwachen immer dann, wenn Krieg geführt wird und können nur vom regelmäßigen Einnehmen von Portionen aus Grausamkeit erhalten bleiben. Sturmsoldaten sehen alle gleich aus, sie haben keine Haare, wimpernlose Augen, keine Zähne und sind alle groß und massiv. Ihre Stärken liegen eher auf dem körperlichen als auf dem geistigen Gebiet. Die Soldaten bewachen den Feenpalast und lassen nur denjenigen passieren, der einen von Fragila unterschriebenen Erlaubnisschein besitzt. Sie sind sehr roh und tyrannisieren und bestehlen die Fischermenschen.
Einer der Sturmsoldaten stiehlt die Smaragde von Freddo; durch Zufall trifft Trish auf den Soldaten und ihr gelingt es, ihm die Steine abzunehmen. Daraufhin fahnden die Sturmsoldaten nach ihr, sodass Trish Fragilas Aufmerksamkeit auf sich zieht. Die Frostfree befreit das Mädchen aus der Lage, indem sie den Soldaten ihre Perlenkette schenkt.
Für ihren Krönungstag lässt Fragila für die Sturmsoldaten neue Uniformen wählen. Während des Maskenballs mischen die Obtrolliks den Sturmsoldaten ein Schlafmittel in den Wein. Später zerfallen die Sturmsoldaten dann, da der Krieg schließlich beendet ist.

### Venus
Venus ist die Fee des Feuers. Sie hat dunkelrotes, langes Haar, zimtbraune, schmale und schräg stehende Augen und einen herausfordernd geschwungenen Mund. Venus ist eifersüchtig, hitzig und schwierig, sie will ihren Geliebten Farfallo stets für sich allein haben. Auf der anderen Seite kann sie aufrichtig, mutig und hilfsbereit sein. Unter den restlichen fünf goldonischen Feen hat sie einige Feindinnen, da es ihr im Gegensatz zu denen gelungen war, einen Körper aus Fleisch und Blut zu erlangen, was für eine Fee nicht immer selbstverständlich ist.
Nachdem Fragila geflohen ist, reitet Venus durch das Land, um den vom Winter überraschten Menschen das Feuer zu bringen und Fragilas Verstecken auszukundschaften. Als Fragila Goldonia mit ihrer Armee aus Sturmsoldaten erobert, wird Venus aufgrund ihres Widerstandes angeschossen und bettlägerig.
Während des Maskenballs befreit Farfallo Venus, die dann endlich aufwacht. Gemeinsam begeben sie sich mit den Trollen, Agador, Joella, Hans und Freddo zum roten Leuchtturm. Venus eilt Trish zur Hilfe, indem sie den Turm in Brand setzt, sodass der schwarze Murgan explodiert.
Daraufhin wird sie, nachdem die alte Feenkönigin Rosalie nicht mehr imstande ist, zu regieren, von den Goldoniern zur neuen Königin gewählt.

### Jolirevette
Von allen Feen hat Jolirevette den schlechtesten Charakter. Eitel, snobistisch, hinterhältig und egoistisch, versucht sie, Trish nur für sich auszubeuten. Jolirevette ist die Fee der Träume; doch aufgrund ihres Ehrgeizes, der ihre Fähigkeiten zerfressen hat, besitzt sie keine Kraft mehr, ihre Arbeit als Fee zu verrichten.
Jolirevette nimmt Trish kurz nach deren Ankunft in Goldonia in den Feenpalast mit und ernennt sie zu ihrem ersten Feebelchen. Als die Fee nach einer Weile jedoch merkt, dass Trish ihrem Egoismus auf die Schliche gekommen ist und sich ihr zu widersetzen beginnt, lässt Jolirevette sie in die Kammer der Reue sperren.
Gegen Ende des Buches wird erklärt, dass Jolirevette mit einigen eifersüchtigen Feebelchen zum Turmalinoberg geflohen ist und nie zurückkam, da sie ihre magische Kraft und damit ihre Bestimmung verloren hatte. Einer Legende zufolge geistert sie mit den Feebelchen in Vollmondnächten um den Turmalinoberg herum.

### Fragila
Fragila ist die Frostfee. Sie ist ziemlich unglücklich, da sie in ihrer Jugend von Agador verlassen wurde. Nachdem Venus den Feenpreis gewonnen hatte, war sie voller Zorn verschwunden. Kurz nach Trishs Ankunft in Goldonia taucht sie mit einer Armee von Sturmsoldaten wieder auf, erobert den Feenpalast und bereitet ihre Krönung vor. Durch ihre Herrschaft ist Goldonia dem ewigen Winter unterworfen worden. Sie hat silbernes, hell durchwirktes Haar, eine bläuliche Haut und Trish zufolge Augen, die „klar wie Bergbäche“ sind. Ihr Wappen ist ein silberner Stern auf schwarzem Grund. Trishs Versuch, Fragila wegen ihres Vaters um Hilfe zu bitten, scheitert. Später versucht Agador, Trishs Aufenthaltsort aus Fragila herauszupressen, doch die Fee vergeht und behauptet, sie habe Trish nur aus Hilfsbereitschaft fortgeschickt. Nachdem Fragila vergangen ist, beginnt der Schnee zu tauen und die Sturmsoldaten zu zerfallen.

### Blaumarina
Blaumarina ist die Fee der Farben. Sie trägt vorwiegend bunte Kleidungsstücke, ist etwas beleibt, hat eine heitere Ausstrahlung, viel Geduld und ein blumiges Gemüt und besitzt blaues Haar, welches ziemlich wild frisiert ist. Blaumarina besitzt ein Labor, wo sie mit dem Licht herumexperimentiert. Ihre Arbeit basiert hauptsächlich auf eher physikalischen Versuchen und der Malerei, wobei sich Blaumarina auf das Malen der Natur spezialisiert hat. Sie zweifelt an der Qualität von Fragilas Porträt, welches sie anlässlich der Krönung hatte malen sollen. Eines von Blaumarinas Feebelchen war Trishs Freundin Cherrybell, die aufgrund einer Intrige jedoch in die Küche verbannt worden war.

### Konzertina
Konzertina ist die Fee der Musik und die jüngste der Feen. Sie hat wildes, ungebändigtes schwarzes Haar. Konzertina wäscht sich nie und isst wenig, ihre Kleider sind geflickt und schmutzig. Die Fee lebt nur für die Musik und leidet öfters unter Blockaden. Konzertina komponiert ausschließlich traurige Stücke, von denen eines „Die Traurigkeit eines Eiszapfens am Zweig einer Trauerweide über einem winterlichen See“ heißt. Konzertina liebt von den Feen Venus am meisten.

## Die Handlungsorte

### Magimare
Im Buch steht, dass Magimare einer „gläsernen Insel“ gleichen würde, „versunken in tiefem Schlaf“. Magimare ist die Heimat von Trish und Agador und wird, als Antagonismus zum Feenreich, auch als Zauberreich beschrieben. Dort gibt es einen großen Park mit Trishs Schiffsschaukel, einem Karussell mit Elefanten und Pferden und einen vom Zauberer angelegten See, auf dessen Grund verschiedenartige Muscheln aus dem Meer der Buckelfische verstreut worden sind. Trish besitzt ein Boot, um damit über den See zu rudern. Im Norden, wo zarte Kristallblumen wachsen, von Magimare befindet sich der Turmalinoberg, in dem der böse Berggeist haust und seine Schätze hütet. Im Westen (wenn man sich nach Morganas Kompass richtet) befinden sich die großen Mais- und Roggenfelder, im Osten das Moor, wo die Erdegel ihre Brutstätten haben. Magimare grenzt außerdem an den Wünschelwald, wo sich das große, von steinernen Drachen bewachte Eingangstor befindet.

### Der Wünschelwald
Der Wünschelwald ist ein eher düsterer Wald, von dem Trish zuerst glaubt, dass dort wilde Tiere hausen würden. Unter anderem wird der Wünschelwald von Flunkervögeln und Liederfängern bevölkert. Das Besondere an diesem Wald ist, dass sich die Wege immer wieder verändern, was für Trish und Freddo ziemlich anstrengend ist. Der Wünschelwald wird von dem Faun Farfallo und den Trollen beherrscht. Farfallo residiert in einem kleinen Palast aus Holz, welcher von einem dichten Efeuteppich bewachsen ist.

### Goldonia
Goldonia ist die Hauptstadt des goldonischen Landes. Es ist Trishs größter Wunsch, einmal dorthin zu reisen. Dort befindet sich der Feenpalast. Viele Dächer in Goldonia (beispielsweise das des Hauses von Brabante) sind aus Gold gemacht, woher wohl auch der Name der Stadt kommt. Das Zentrum Goldonias bildet der Boulevard der Feen, welcher einst nach dem Zauberer benannt gewesen war. Freddo ist durch die Prächtigkeit der zum größten Teil luxuriösen Stadt anfangs eingeschüchtert.

### Das Viertel der Fischermenschen
Dieses Viertel befindet sich in Goldonia. Im Gegensatz zu den restlichen Gegenden der Stadt ist dieses Viertel überaus ärmlich. Dort leben die Fischermenschen, welche vor langer Zeit aus der alten Welt gekommen waren und das goldonische Land besiedelt hatten. In diesem Viertel lebt auch der Geschichtenerzähler Hans.
Durch den plötzlichen Winter hatten sich die Lebenszustände in dem Viertel verschlechtert. Junge Männer bekämpfen sich in Hinterhöfen bis aufs Blut, bis der Sieger mit einigen Goldonis belohnt wird. Auch Kinder begegnen einander mit größter Brutalität; es heißt, dass einmal ein Kind von einem anderen mit einem Messer niedergestochen worden sei.
Nach dem Tod seines Vaters schenkt Gil den Fischermenschen einen Teil des geerbten Vermögens. Damit können die Fischermenschen neue Schiffe und einen benötigten Hafen in Goldonia bauen.

### Die Kammer der Reue
Die Kammer der Reue ist ein Verlies tief unten im labyrinthischen Keller des Feenpalastes. Die Kröte und einige andere eifersüchtige Feebelchen sperren dort die begabten Feebelchen ein und erklären den Feen anschließend, die Eingesperrten seien vergangen. Die Feen sind aufgrund ihrer anspruchsvollen Arbeit zu beschäftigt, um der Sache mehr Aufmerksamkeit zu schenken. Trish kommt dieser Sache bereits vor ihrer Einsperrung auf die Spur. Unter anderem werden sie und Cherrybell kurz vor dem Krönungstag eingesperrt.
Es gelingt Trish nicht, die Mauern zu durchdringen, da der Palast von zu mächtigen Feen erbaut worden war. Einige mitleidige Feebelchen schleichen sich manchmal in den Keller hinab, um dünne Brotscheiben und mit Wasser gefüllte Schläuche unter der Eisentür hindurchzuschieben. Trish wird schließlich von Daglint befreit, welcher sie kurz darauf entführt.

### Der rote Leuchtturm
Der rote Leuchtturm war einst von den ersten im goldonischen Land angekommenen Fischermenschen gebaut worden. Dieser Leuchtturm hatte den Zweck, den Schiffen auf dem Meer der Buckelfische den Weg zu weisen, damit diese nicht im Nebel des Vergessens versanken, wie es beinahe der Feenkönigin Rosalie passiert wäre. In diesem Turm treffen Trish und der schwarze Murgan zum entscheidenden Kampf aufeinander. Venus setzt den Leuchtturm schließlich in Brand, um den Geist zu zerstören. Dadurch wird das Leuchtturmfeuer wieder entfacht, der Nebel des Vergessens löst sich auf und Rosalie findet nach Goldonia zurück. Aus Dankbarkeit wählen die Goldonier Venus zur neuen Feenkönigin.

### Das Meer der Buckelfische
Das Meer der Buckelfische ist das Meer, welches das goldonische Land von der alten Welt trennt. Trish träumt davon, einmal dorthin zu gehen. Es ist extrem groß und wird von den Buckelfischen bevölkert, die Saltos schlagen und (Gil zufolge) so singen können, als wollen sie Geschichten erzählen. In seiner Jugend haben Agador und seine Freunde viele Tage dort verbracht. Nachdem sich das Leuchtturmfeuer nicht mehr entzündete, legte sich der Nebel des Vergessens über das Meer, in dem man sehr leicht verloren ging und wo es eisig kalt war.
Auch Gil hatte viel Zeit in seiner frühesten Kindheit am Strand des Meeres verbracht. Als er ungefähr vier Jahre alt war, wurde er von einem seltsamen Gefühl ergriffen, als ob er schweben würde. Sein Vater erklärte ihm daraufhin, dass er Fieber hätte und verbot ihm, jemals wieder dorthin zu gehen.

### Der Turmalinoberg
Im Turmalinoberg haust der schwarze Murgan und bewacht dort seine mächtigen Schätze. Der schwarze Murgan hatte vor langer Zeit einmal als königlicher Seefahrer die Feen bezaubert, sodass sie sich bis auf die Feenkönigin alle in ihn verliebten. Der Feenkönigin, die damals eine Fee der Luft war, gelang es, einen Sturm zu entfesseln und einen Felsen vor den Eingang der Höhle der großen Kristalle zu schmettern. Nun war der schwarze Murgan gefangen, bis ihn Brabante wieder befreite. Hinter dem Turmalinoberg, der sich im Norden Magimares befindet, soll sich das Nichts befinden. Am Ende des Buches fliegt Jolirevette mit ihrem magischen Traumteppich zum Turmalinoberg hin und kehrt nie zurück.

## Spezielle Begriffe und Wesen

### Vergehen
Unter vergehen wird in dem Buch ein Vorgang bezeichnet, in dem ein Zauberwesen stirbt. Allerdings wird es immer in einer anderen Gestalt irgendwann wiedergeboren, sodass es in seinem Element (Feuer, Wasser, Träume) unsterblich ist.
Bei Feen ist es auch so, dass sie nur einmal lieben dürfen. Wird diese Liebe enttäuscht, wie beispielsweise die Fragilas zu Agador, so kehrt die Fee in ihr Element zurück, um von nun an nur noch ihm zu dienen.
Alle Feen streben das Ziel an, einen Körper aus Fleisch und Blut zu erlangen, was allerdings nur den wenigsten, wie zum Beispiel Venus, gelingt. Die anderen Feen verblassen dann mit der Zeit, um dann eines Tages in das Element zurückzukehren, welches sie geboren hatte. Mit einem menschlichen Körper erlangen Feen auch ein Herz und damit ein menschliches Leben.

### Feebelchen
Unter einem Feebelchen wird in dem Roman eine niedere Rasse der Feen verstanden. Während richtige Feen die Gestalt einer erwachsenen Frau besitzen, so sehen Feebelchen stets wie Mädchen aus. Auch besitzen sie längst nicht so viel Macht wie die Feen und sind weitaus bedeutungsloser.
Im Feenpalast gibt es für Feebelchen verschiedene Ränge: erstes Feebelchen, Hundefeebelchen, Küchen- oder Putzfeebelchen, und Waschkammerfeebelchen. Alle Feebelchen wollen so schnell wie möglich einen Namen bekommen, um an Bedeutung zu gewinnen.
Der Begriff Feebelchen wird lediglich in dem Roman „Der Feenkrieg“ geprägt.

### Obtrolliks
Obtrolliks bezeichnen, genau wie die Feebelchen, eine niedere Rasse, nämlich die der Trolle. Es gibt drei verschiedene Arten von Obtrolliks (siehe oben). Im Gegensatz zu den Feebelchen wird bei ihnen in dem Buch über keinerlei Ehrgeiz oder Missgunst berichtet. Auch dieser Begriff ist nur in diesem Roman zu finden.

### Liederfänger
Der Liederfänger ist ein Riese, welcher im Wünschelwald sein Unwesen treibt und stets ein Schmetterlingsnetz bei sich trägt. Er wird als dünn beschrieben, sein Körper ist mit stachelbeergrünen Streifen bedeckt, er besitzt einen langen, kräftigen Schwanz und an jeder Seite seines Kopfes drei spitze Ohren.
In der Passage, in der sich Trish im Wünschelwald aufhält, stiftet der Liederfänger Unfrieden, indem er ein Kamesel einfängt, wodurch er den Zorn der Obtrolliks provoziert. Trish jedoch gelingt es, ihn durch rasantes Kopfrechnen und dem Verraten ihrer Identität so stark zu verwirren, dass er das Kamesel freilässt, zusammenschrumpft und sich in die Erde eingräbt.

### Flunkervogel
Die Flunkervögel bevölkern ebenfalls den Wünschelwald. Sie sehen aus wie eine Mischung aus Mensch und Huhn, haben rote, lappige Füße, eine plattgedrückte Nase, kleine runde Ohren, eiförmige Schädel und einen Kamm aus zerfledderten Federn. Sie versuchen stets, die Leute aufzuhalten, indem sie immer wieder verlangen, dass man ihnen interessante Lügen erzählt.

## Kritik
„Sie [Martina Dierks] nennt das Buch einen ‚fantastischen Kinderroman‘, und es wird diesem Anspruch im doppelten Sinne gerecht. […] Die Autorin entwirft mit dem Zauberreich Magimare und der Feenstadt Goldonia eigene, in sich stimmige Welten. Für Figuren wie Feen, Faune und Trolle, die den Lesern aus Märchen vertraut scheinen, entwickelt sie neue, ungewöhnliche Charakterisierungen. Ihre Hauptfigur und deren Ziele verliert sie dabei nie aus den Augen. Das liest sich fantastisch.“

### Textausgaben
- Martina Dierks: Der Feenkrieg. Altberliner Verlag, 2001, ISBN 3-8339-6072-8 (gebundene Ausgabe)
- Martina Dierks: Der Feenkrieg. Arena, 2005, ISBN 3-401-02307-1 (broschiert)